# Kassamindszent
Kassamindszent (1899-ig Koksó-Mindszent, szlovákul: Valaliky, az egyesítés előtt Všechsvätých) falu Szlovákiában, a Kassai kerület Kassa-környéki járásában. Bernátfalva, Búzafalva, Csontosfalva és Kassamindszent települések 1961. évi egyesítésével jött létre.

## Fekvése
Kassától 10 km-re, délkeletre fekszik.

## Története
A falu területén rézkori, avar kori és honfoglalás kori magyar temetőrészeket is feltártak.
1280-ban „terra Cocso” néven említik először. Nevét a mindenszentek tiszteletére szentelt templomáról kapta, amely 1332-ben már állt. 1427-ben a „Menthsenth” néven említett falunak 5 portája volt. Különböző nemesi családok, köztük a Varga, Bölzsei és Fűzy családok birtokolták. A reformáció terjedésével Mindszent lakói is reformátusok lettek. A 16–17. században magyar többségű református település volt. A templomot csak 1695-ben kapták vissza a katolikusok. Eredeti magyar lakossága valószínűleg a török támadások következtében pusztult ki. Pótlásukra a 18. század elején szlovákokkal telepítették újra. 1746-ban már dokumentáltan szlovák többségű település volt.
A 18. század végén Vályi András így ír róla: „MINTSZENT. Két falu Abaúj Várm. egyiknek földes Ura a’ Jászói Prépostság, a’ másiknak pedig Nováki, és több Urak, lakosai többfélék, fekszik egyik a’ Kassai, a’ másik a Csereháti járásban, legelőjök szoross, épűletre való fájok nints, más jó tulajdonságaik középszerűek.”
Borovszky Samu monográfiasorozatának Abaúj-Torna vármegyét tárgyaló része szerint: „Koksó-Baksától nyugatra, a kassa-ujhelyi országut mellett vannak az u. n. »aprófalvak«, ugymint [...] Koksó-Mindszent, 40 házzal, 251 német és tót ajku lakossal, régi kath. templommal, mely 1695-ben épült. Mind az öt kisközségnek a postája és táviró-állomása Csány. Eredetileg, a személy- és dülőnevek bizonysága szerint, magyarok lakták ezt az öt falut is, de a kurucz háboruk lezajlása után betelepitett tótok eltótositották. Lakosaik közül sokan vándoroltak ki Amerikába, otthagyván gazdátlanul apró házaikat, melyek egymásután düledeznek össze.”
A trianoni diktátumig Abaúj-Torna vármegye Kassai járásához tartozott. 1938 és 1944 között – az I. bécsi döntés következtében – ismét magyar fennhatóság alá került.
1961-ben vonták össze Bernátfalva, Búzafalva és Csontosfalva településekkel.

## Népessége
| Év:            | 1994. | 2004.   | 2014.   | 2024.   |
| -------------- | ----- | ------- | ------- | ------- |
| Emberek száma: | 3563  | 3913    | 4264    | 4549    |
| Eltérés:       |       | +9,82 % | +8,97 % | +6,68 % |

| Év:            | 2023. | 2024.   |
| -------------- | ----- | ------- |
| Emberek száma: | 4520  | 4549    |
| Eltérés:       |       | +0,64 % |

1910-ben Kassamindszentet 274-en, többségében szlovák anyanyelvűek lakták, jelentős magyar és cigány kisebbséggel.
2001-ben 3701 lakosából 3510 fő szlovák és 143 cigány volt.
2011-ben 4180 lakosából 3510 fő szlovák és 141 cigány volt.
2021-ben 4475 lakosából 4064 (+24) szlovák, 17 (+5) magyar, 76 (+89) cigány, 3 (+17) ruszin, 22 (+10) egyéb és 293 ismeretlen nemzetiségű volt.

## Híres személyek
- Itt született 1792 körül Tulsiczky Ferenc bölcseleti doktor.
- Itt ásatott Jan Pastor (1909-1981) szlovák régész, a Kelet-szlovákiai Múzeum alapítója, 1953-1956 között a Szlovák Régészeti Intézet kihelyezett Kassai kutatórészlegének külső vezetője.
- Itt ásatott Július Béreš (1939-2013) szlovák régész.

## Nevezetességei

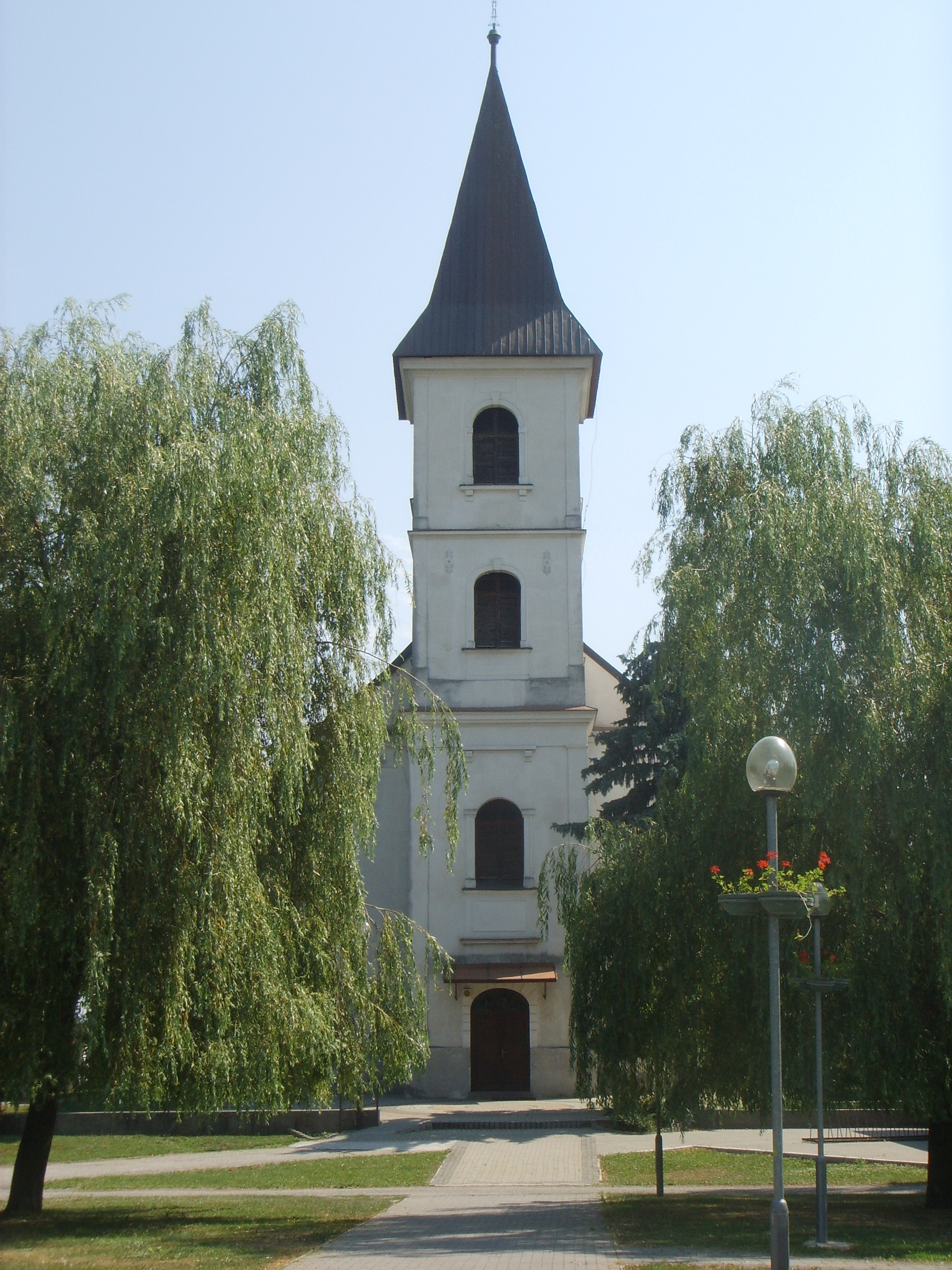
A Mindenszentek római katolikus templom

- A Mindenszentek tiszteletére szentelt, római katolikus temploma 1771 és 1786 között épült Eszterházy Károly egri püspök támogatásával, barokk-klasszicista stílusban. Tornya 1800-ban épült a templomhoz. 1935-ben megújították.

## Lásd még
- Bernátfalva
- Búzafalva
- Csontosfalva